# Ekenäs IF
Ekenäs IF es un equipo de fútbol de Finlandia que juega en la Ykkösliiga, la segunda división nacional.

## Historia
Fue fundado en el año 1905 en la ciudad de Ekenas como un club polideportivo y es uno de los equipos de fútbol más viejos del suroeste de Finlandia. Aparte de la sección de fútbol también cuenta con secciones en balonmano, floorball y disc golf.
La primera vez que estuvo en la primera división fue en 1933 en la desaparecida Mestaruussarja y estuvo ocho temporadas en la Suomisarjaa (la antigua segunda división) entre 1938–39 y 1946/47–51. EIF ha estado en más de 26 temporadas en la Kakkonen, la tercera división nacional entre 1975 y 1976, 1981–88, 1991–92, 1994–98 2002.
Logró avanzar a las semifinales de la Copa de Finlandia por primera vez en la temporada 2018 cuando venció de local por 2-1 al FC Haka.
La temporada 2023 logró ser campeón de Ykkönen la segunda división de Finlandia. El equipo ha ascendido a la máxima categoría del país Veikkausliiga.

## Palmarés
- Ykkonen: 1

2023